# Michael Hainisch
Michael Arthur Josef Jakob Hainisch ( germană: [ˈhaɪnɪʃ] ⓘ; n. 15 august 1858, Gloggnitz, Austria Inferioară, Austria – d. 26 februarie 1940, Viena, Germania Nazistă) a fost un politician austriac care a fost primul președinte al Austriei din 1920 până în 1928, după căderea monarhiei la sfârșitul Primului Război Mondial.

## Origini
Hainisch s-a născut și a primit numele tatălui său, care era proprietarul unei fabrici. Mama sa, Marianne Hainisch, a fost lideră în mișcarea sufragetelor.
Și-a început cariera ca avocat și funcționar al Trezoreriei și al Departamentului pentru Educație, dar apoi s-a retras la moșiile sale din Austria Inferioară și Stiria, după care a devenit lider al ramurii austriece a mișcării Fabian și unul dintre fondatorii Bibliotecii Populare Centrale. În anii următori s-a îndepărtat de socialismul radical și a devenit un agrarian conservator.

## Președinție

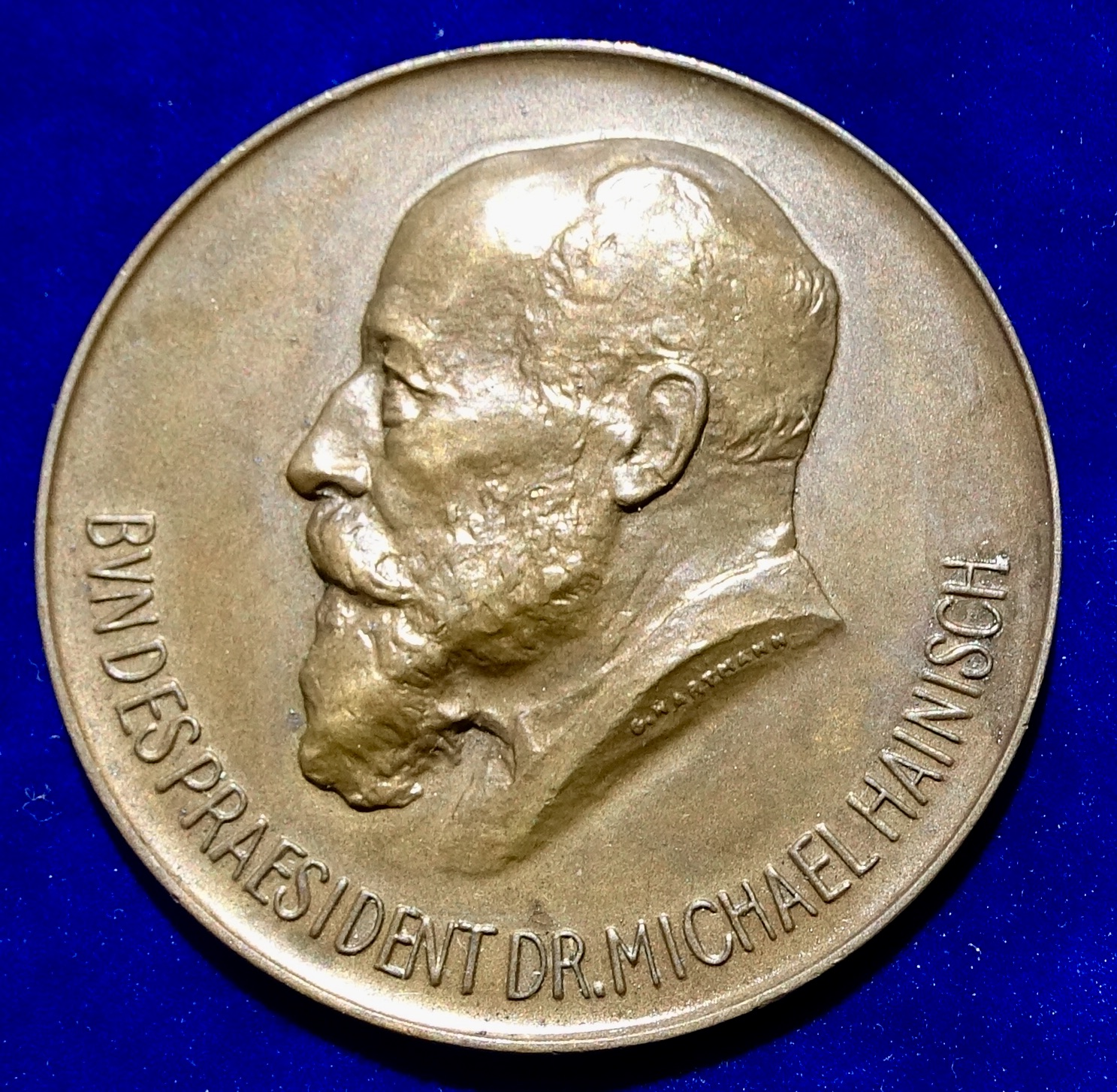
Medalie de bronz a lui Michael Hainisch, președintele federal al Austriei, 1920 (ND). Artist: Grete Hartmann, născută Chrobak, 1869–1946

Hainisch s-a ținut departe de partidele politice. A fost ales președinte din cauza autorității sale personale, deși nu era membru al parlamentului. A fost candidat independent. A fost ales și a preluat funcția în 1920 și a rămas în funcție două mandate până în 1928. A fost căsătorit cu Emilia Figdor, descendenta unei proeminente familii evreiești asimilate vieneze. Tatăl Emiliei, Gustav, a fost consilier al orașului Viena.
În calitate de președinte, a muncit din greu pentru a îmbunătăți situația gravă în care se afla Austria de după război. A ajutat mult la dezvoltarea sectorului agricol, a încurajat electrificarea căilor ferate, a încercat să dezvolte mai mult turismul, în special în Munții Alpi. Comerțul cu țările vecine precum Germania a fost încurajat. De asemenea, a devenit un protector al tradițiilor și culturii locale și a inițiat crearea legii monumentelor protejate.
A devenit membru de onoare al Akademie der Wissenschaften (Academia de Științe).
În 1928, principalele partide au propus modificarea constituției pentru a-l alege din nou Hainisch pentru un al treilea mandat. Cancelarul federal Ignaz Seipel a propus un mandat de un an pentru Hainisch, dar Hainisch a refuzat un al treilea mandat. Ulterior a ocupat funcția de ministru al comerțului din 1929 până în 1930.
În mod controversat, el a susținut ideile pangermane și ulterior a susținut Anschluss-ul (Anexarea Austriei de către Germania Nazistă) în 1938, la fel ca mulți dintre compatrioții săi. A murit în februarie 1940, la doar doi ani după Anschluss și la câteva luni după începerea celui de-al Doilea Război Mondial.

## Onoruri
- Ordinul Leului Alb în grad de mare cruce, Cehoslovacia (1926) [13]
- Medalia Wilhelm Exner, 1926